# عسل‌خوار بوته‌ای
عسل‌خوار بوته‌ای (نام علمی: Microptilotis albonotatus) گونه‌ای از پرندگان تیرهٔ عسل‌خواران (Meliphagidae) است که در سراسر گینه نو یافت می‌شود. زیستگاه طبیعی آن جنگل‌های جلگه‌ای نمناک نیمه‌گرمسیری یا گرمسیری و جنگل‌های کوهستانی نمناک نیمه‌گرمسیری یا گرمسیری است.